# Studebaker M-series
Studebaker M-Series a fost o serie de camioane produse de Studebaker din 1941 până în 1949. Aproximativ 168.000 de unități ale camionului au fost vândute în întreaga lume și a fost produs împreună cu camionul militar Studebaker US6. Camionul a fost ultimul camion al Studebaker până în 1955 când au lansat camionul Studebaker E-Series. Camionul a fost exportat și în Europa, unde vehiculele Studebaker erau destul de populare.
În 1939, Studebaker plănuia să înlocuiască Studebaker Truckette și Studebaker Coupe Express, înlocuitorul numit Studebaker M-Series a fost lansat în 1941 împreună cu Studebaker US6, în primele luni, aproximativ 5.000 de unități au fost vândute în întreaga lume, dar vânzările au crescut în mod major. Camionul a fost oferit în mai multe variante, inclusiv camionete, microbuze, pick-up-uri, șasiuri și chiar semi-camioane. Camionul a fost în cele din urmă înlocuit de camionul Studebaker E-Series, care a fost mai modern, mai eficient și mai practic în comparație cu predecesorul său.